# Kumbriska
Kumbriska, på kumbriska Cwmbraíc eller y Gwmbraíc, var en varietet av det brittiska språket som talades under tidig medeltid i det land som historiskt kallades Yr Hen Ogledd, vilket låg i vad som nu är de Skotska lågländerna och norra England. Språket var nära besläktat med fornkymriska och andra brittiska språk. Ortnamn tyder på att talare av kumbriska kan ha tagit med sitt språk till andra delar av norra England som invandrare från sitt kärnområde längre norrut. De flesta lingvister tror att det dog ut på 1100-talet, efter att det delvis oberoende kungariket Strathclyde införlivats i Kungariket Skottland.
På 900-talet tycks det brittisktalande kungariket Strathclyde ha lyckats skaffa sig herravälde över Cumberland - möjligtvis undantaget Copeland - och Eden söderut till Stainmore. De ursprungliga gränserna för stiftet i Carlisle sägs traditionellt markera gränsen för Strathclydes styre.

## Exempel
Cwmbraíc yw'r eno'r yath P-Celtaithd a'r yin planth val Cwmrayc, Cernewec, ac Brethonec. Cwmbraíc leidasa achraís yr Alban, Cleth y Laígre, ac y cleth parthow Canol y Laígre. Yn Gwmbru Saixnec yw'r yath, ac di'r pobl Regeth ynaí mil a flonothaídd o mser har mowav cifi'r yath brithonic a leidasa ema.